# 귀벤 호크나
루후딜 귀벤 호크나(튀르키예어: Ruhudil Güven Hokna, 1946년 1월 24일~)는 튀르키예의 배우이다. 하제테페 대학교 앙카라 음악원을 졸업한 후 1968년부터 연극 배우로 활동했다. 이후 1989년부터 영화 배우와 텔레비전 배우로 활동하고 있다.
2019년 튀르키예 지방 선거 당시 민주좌파당 소속으로 위스퀴다르 구의회 후보로 출마했다.

## 출연 작품

### 영화
- 도적(1996) - 세빔(Sevim) 역
- 늑대들의 계곡 이라크(2006) - 네르기스 카라한르(Nergis Karahanlı) 역
- 아이쿠트 삼촌(2019) - 무흐테솀(Muhteşem) 역

### 텔레비전
- 페르훈데 숙녀들(1998~2001) - 수지(Suzi) 역
- 두 번째 봄(1998~2001) - 네라만(Neriman) 역
- 유럽 쪽(2002) - 니메트(Nimet) 역
- 사랑에 대해 알려줘(2016) - 자히데(Zahide) 역
- 헤르자이(2023) - 쉬크란(Şükran) 역